# Таубер, Рихард
Рихард Таубер (нем. Richard Tauber, 16 мая 1891, Линц, Австрия — 8 января 1948, Лондон, Великобритания) — австрийский оперный певец и артист оперетты (тенор), которого называли «австрийским Карузо». Гражданин Великобритании (с 1940 года).

## Биография
Рихард Таубер — незаконнорожденный сын австрийской актрисы-субретки Элизабет Денеми (в замужестве Зайферт) и крещёного еврея, австрийского актёра Антона Рихарда Таубера. Был крещён с девичьей фамилией матери (Денеми), в дальнейшем использовал различные имена и фамилии: Карл Рихард Таубер (по фамилии отца), Эрнст Зайферт (фамилия матери по первому мужу); после первых театральных успехов остановился на имени Рихард Таубер.
В 1897 году мальчик поступил в школу в Линце. Начиная с 1903 года, выступал в отцовском театре. Обнаружив у него музыкальный дар, отец отдал сына в консерваторию Хоха (Франкфурт-на-Майне), для занятий в классах пианино, композиции и дирижёрского искусства. К этим занятиям юный Таубер по своей инициативе добавил освоение искусства оперного вокала.
Первое выступление начинающего певца состоялось во Фрайбурге, 17 мая 1912 года, на концерте, где он исполнял арии из опер Моцарта и был тепло принят публикой. В последующие годы Таубер выступает в различных театрах Австро-Венгрии и Германии; в его репертуаре оперы Моцарта, Гуно, Рихарда Штрауса, позднее — Верди, Пуччини и др.

Рита Георг и Рихард Таубер в оперетте Легара «Царевич»

После войны, в 1922 году Таубер принят в Венскую государственную оперу; выступает также в Берлинском оперном театре и гастролирует с концертами. Его популярность чрезвычайно велика — современники отмечали его чарующий мягкий тембр голоса, проникновенный и необычайно музыкальный. Кроме оперы, он много поёт в опереттах. Франц Легар пишет музыку специально для него — лирические арии, прозванные «песнями для Таубера» (нем. Tauberlieder). Граммофонные пластинки с записями Таубера расходятся многотысячными тиражами; всего насчитывают более 700 граммофонных записей его выступлений.

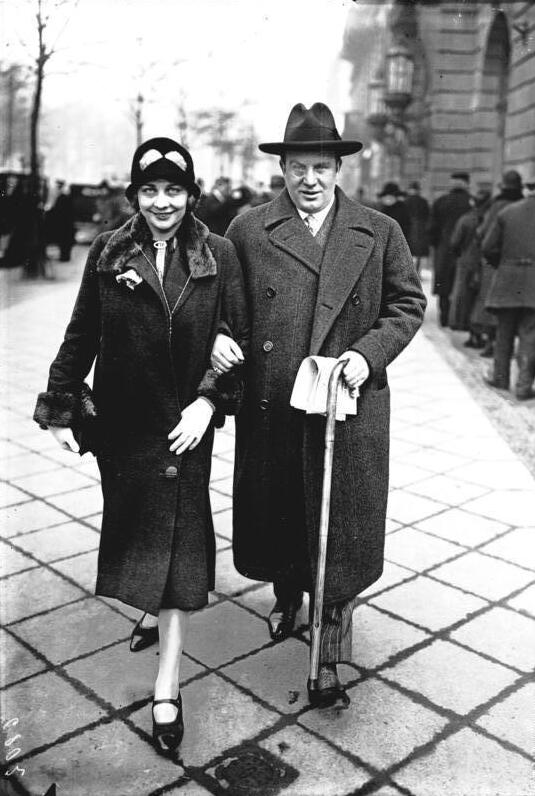
Таубер и Карлотта, 1928

В эти годы Таубер женился на певице Карлотте Ванконти (итал. Carlotta Vanconti), но спустя несколько лет они расстались. На протяжении 5 лет Таубер жил в гражданском браке с Марией Лосевой, певицей-эмигранткой из России, выступавшей в Берлине.
В 1929 году Франц Легар посвятил Тауберу ставшую впоследствии знаменитой арию «Dein ist mein ganzes Herz» из оперетты «Страна улыбок».
В 1930-е годы Таубер с большим успехом выступает в Великобритании и США, снимается в музыкальных фильмах. В 1936 году Таубер женился на английской актрисе Диане Непер (англ. Diana Napier).
Гастроли в Германии прекращаются — нацистские власти не приглашают артистов еврейского происхождения. Вскоре, после аншлюса Австрии (1938), он становится эмигрантом. Живёт в Швейцарии, а после получения британского гражданства (1940) — в Лондоне. Приглашения переселиться в США он отвергает, хотя в Англии оперные театры с началом войны закрылись, а все его австрийские сбережения конфискованы нацистами; зарабатывает себе на жизнь концертами и записями на пластинки.
Помимо выступлений в опере и оперетте, пел и записывал эстрадные песни. Широкую популярность приобрела песня Ich küsse Ihre Hand Madame (запись 1928; использована в одноимённом фильме 1929 года).

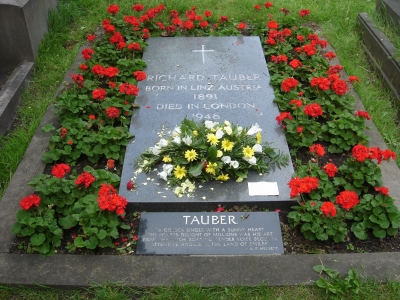
Могила Таубера на кладбище Бромптон, Лондон

В 1947 году у Таубера был обнаружен рак лёгких. В это время в Лондоне были с гастролями его старые друзья из Венской оперы, и Таубер выступил в моцартовском «Дон Жуане». Публика аплодировала ему стоя. Опера Моцарта, с которой он начинал, стала и его прощальныи появлением. Неделю спустя Таубер лёг в больницу, откуда уже не вышел. Похоронен на Бромптонском кладбище в Лондоне. Кенотаф Таубера установлен на кладбище в Бад-Ишле, рядом с могилой Легара.

## Фильмография

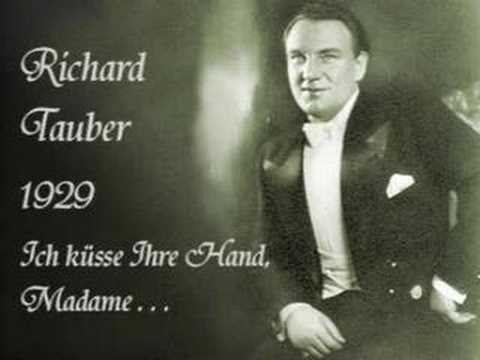
Таубер в фильме «Целую Вашу руку, мадам» (1929)

| Год  |   | Русское название               | Оригинальное название                      | Роль                                    |
| ---- | - | ------------------------------ | ------------------------------------------ | --------------------------------------- |
| 1923 | ф | (короткометражный немой фильм) | Achtung! Aufnahme!                         |                                         |
| 1925 | ф | (короткометражный немой фильм) | Reise-Abenteuer                            |                                         |
| 1929 | ф | Целую вашу руку, мадам         | Ich küsse Ihre Hand, Madame                | Жак                                     |
| 1930 | ф |                                | Ich glaub' nie mehr an eine Frau           | Штефан                                  |
| 1930 | ф | Большой аттракцион             | Die große Attraktion                       | Риккардо                                |
| 1930 | ф |                                | Das lockende Ziel                          |                                         |
| 1930 | ф | Страна улыбок                  | Das Land des Lächelns                      | принц Су-Чонг                           |
| 1931 | ф |                                | Wie werde ich reich und glücklich          |                                         |
| 1932 | ф |                                | Melodie der Liebe                          | певец Гофман                            |
| 1934 | ф |                                | Dein ist mein Herz (Blossom Time)          | Франц Шуберт                            |
| 1935 | ф |                                | Wien, Wien, nur du allein (Heart's Desire) | Карл Август Франц Людвиг Йозеф Штайдлер |
| 1936 | ф |                                | Das singende Land (Land Without Music)     | Марио Карлини                           |
| 1936 | ф | Паяцы                          | Der Bajazzo (Pagliacci)                    | Каньо Сальватини                        |
| 1945 | ф | Время вальса                   | Hochzeitswalzer (Waltz Time)               | пастух                                  |
| 1946 | ф | Лиссабонская история           | The Lisbon Story                           | Андре Жубер                             |